# 13. motorizirana brigada (JLA)
Za druge 13. brigade glejte 13. brigada.
13. motorizirana brigada je bila motorizirana brigada v sestavi Jugoslovanske ljudske armade.
Enota je bila nastanjena v Sloveniji pred in med slovensko osamosvojitveno vojno.

## Organizacija
1991
- poveljstvo
- namestitveni vod
- četa za zveze
- izvidniška četa
- četa vojaške policije
- motorizirani bataljon
- tankovski bataljon
- tankovski bataljon
- mešani protioklepni divizion
- inženirski bataljon
- zaledni bataljon